# L'entrata di Cristo in Gerusalemme
L'entrata di Cristo in Gerusalemme (Entrada de Crist a Jerusalem) és un oratori compost per Lorenzo Perosi. Fou estrenat al Salone Perosi de Milà el 25 d'abril de 1900, dirigit pel mateix autor. És estructurat en dues parts i basat en textos de Sant Mateu i Sant Lluc.

## Origen i context
Amb la seva habitual rapidesa, monsenyor Perosi va estrenar aquest oratori només quatre mesos després d'haver-lo començat a bord del tren que el portava de Venècia a Milà. La popularitat ja adquirida li va permetre fer-ho en l'enorme saló que portava el seu nom, a la capital llombarda, amb l'aparatós dispositiu de dos cors, una gran orquestra, instruments de metall fora d'escena, dues arpes i tres solistes vocals.
Gerusalemme, tal com es va dir en un principi, tracta de l'arribada de Crist a la ciutat on serà jutjat i martiritzat. Crist és una figura de la trama i l'autor el fa cantar al costat dels cors, que són també persones, i els diversos noms episòdics que apareixen en el relat de l'Evangeli.